# Richard Arthur Ledward

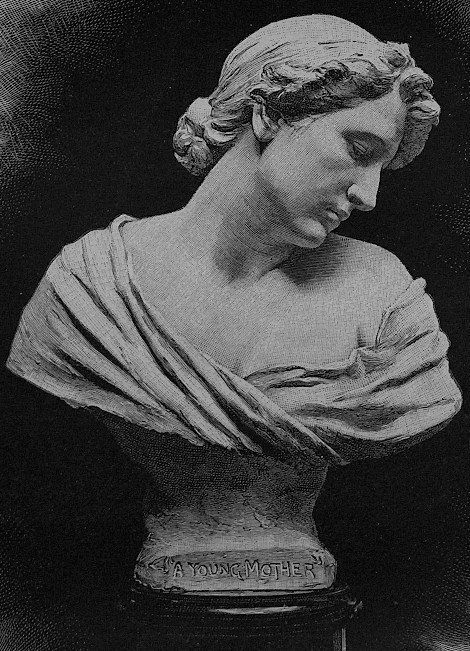
Richard A. Ledward: A Young Mother

Richard Arthur Ledward (* 26. Mai 1857 in Burslem, Staffordshire, England; † 28. Oktober 1890 in Chelsea, London) war ein englischer Bildhauer, der vor allem für seine Porträtbüsten und seine Tätigkeit als Kunstpädagoge bekannt wurde.

## Leben
Richard Arthur Ledward wurde 1857 in Burslem in der Grafschaft Staffordshire geboren. Sein Vater, Richard Perry Ledward, war Teilhaber der Keramikfirma Pinder, Bourne & Co. Ledward begann seine Karriere als Modelleur in dieser Firma und studierte an der Burslem School of Art. Nachdem er ein staatliches Stipendium erhalten hatte, setzte er seine Ausbildung an der South Kensington School of Art fort, wo er eine Goldmedaille für Modellieren nach dem Leben erhielt und später zum Master of Modeling ernannt wurde. Später unterrichtete er Modellieren an der Westminster School of Art und der Blackheath School of Art. Ab 1882 stellte Ledward regelmäßig in der Royal Academy aus. Sein Werk A Young Mother wurde besonders positiv aufgenommen. Zu seinen bekannten Porträtbüsten gehören die von Henry Broadhurst, William Ewart Gladstone und Philip Cunliffe-Owen.
Auf der Arts and Crafts Exhibition von 1889 stellte der Architekt John Sedding eine Zeichnung seines Entwurfs für die Kanzel von Holy Trinity Sloane Street, aus, und der Ausstellungskatalog (Nr. 851, S. 263) vermerkte, dass die Bronzetafeln von Richard Arthur Ledward angefertigt werden sollten. Das Werk wurde nicht ausgeführt, da der Bildhauer im folgenden Jahr im Alter von nur 33 Jahren an einem zweiwöchigen rheumatischen Fieber starb. Ledwards plötzlicher Tod ließ seine Frau mittellos zurück, die vier Kinder großziehen musste. Wie beliebt Ledward war, zeigt die Gründung des „Ledward-Fonds“ zur Unterstützung seiner Familie, die von Philip Cunliffe-Owen, dem Direktor des South Kensington Museums, John Sparkes, dem Direktor der National Art Training School, und einigen der bekanntesten Bildhauer seiner Zeit organisiert wurde. Zum Zeitpunkt seines Todes lebte Ledward mit seiner Familie in der Beaufort Street in Chelsea. Sein Sohn war der sehr erfolgreiche Bildhauer Gilbert Ledward, und eine Tochter, Phyllis H. Ledward, heiratete 1911 Newbury Trent, ebenfalls Bildhauer.

## Werk
Richard Arthur Ledwards Werke zeichnen sich durch realistische Darstellung und sorgfältige Ausführung aus. Seine Porträtbüsten zeugen von einer genauen Beobachtungsgabe und einem feinen Gespür für die Charaktereigenschaften seiner Modelle. Als Lehrer für Modellieren hatte er großen Einfluss auf die Bildhauerausbildung in England.